# Rossens, Vaud
Rossens är en ort i kommunen Villarzel i kantonen Vaud i Schweiz. Den ligger cirka 32,5 kilometer nordost om Lausanne. Orten har cirka 54 invånare (2020).
Orten var före den 1 juli 2006 en egen kommun, men inkorporerades då tillsammans med Sédeilles in i kommunen Villarzel.